# هاچیکو
هاچیکو (به ژاپنی: ハチ公) که در ژاپن به عنوان چوکن هاچیکو (به ژاپنی: 忠犬ハチ公) به معنی «سگ وفادار هاچیکو» نیز شهرت دارد (۱۰ نوامبر ۱۹۲۳ – ۸ مارس ۱۹۳۵) یک سگ ژاپنی نر سفید رنگ از نژاد آکیتا بود که در نزدیکی اوداته، آکیتا در ژاپن به دنیا آمد. زندگی این سگ و ارتباط صمیمانه او با صاحبش هیده‌سابورو اوئنو و وفاداری بی‌حدش به او باعث شد تا به عنوان اسطوره و سمبل وفاداری در ژاپن شناخته شود. مالک هاچیکو استاد دانشگاه بود که برای رفتن به محل کار سوار قطار می‌شد. هاچیکو عادت کرده بود که هر روز سر ساعت در ایستگاه قطار منتظر اوئنو بماند و از او استقبال کند. از روزی که اوئنو در محل کارش درگذشت و به خانه بازنگشت، هاچیکو هر روز راس همان ساعت به ایستگاه می‌رفت و منتظر بازگشت وی می‌شد. او این کار را به مدت ۹ سال و ۹ ماه و ۱۵ روز انجام داد. پس از مدتی او تبدیل به قهرمان مردم محلی شد. هاچیکو در ۱۱ سالگی از دنیا رفت. در توکیو و در ایستگاه قطار شیبویا که هاچیکو هر روز به انتظار صاحبش اوئنو می‌ایستاد، مجسمه یادبودی بنا گردید.
بر اساس زندگی هاچیکو چندین کتاب منتشر و فیلم‌هایی اقتباس شده‌است. از جمله در سال ۲۰۰۹ فیلم هاچی: داستان یک سگ، به کارگردانی لاسه هاستروم و بازی ریچارد گی‌یر، ساخته شد.

## زندگی

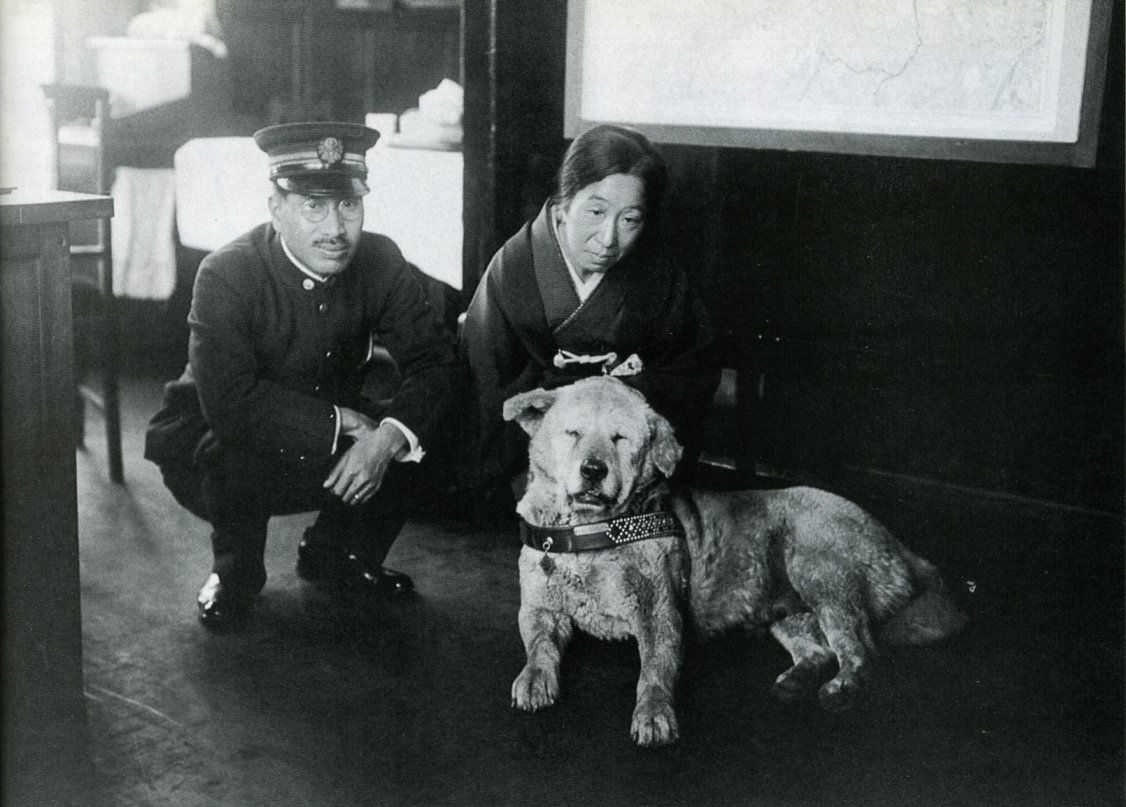
هاچیکو در ایستگاه شیبویا در سال ۱۹۳۳

در یازدهم نوامبر ۱۹۲۳، در اوداتهٔ ژاپن سگ ژاپنی نری از نژاد آکیتا در خانه کشاورزی به نام «یوشی‌کازو سایتو» متولد شد. در همان زمان، هیده‌سابورو اوئنو، استاد بخش کشاورزی دانشگاه امپراتوری توکیو (دانشگاه توکیو کنونی)، به دنبال یک سگ آکیتا از نژاد خالص برای خود بود. یکی از شاگردان او که در آکیتا کار می‌کرد، این سگ را به عنوان هدیه برای قدردانی از زحمات او فرستاد. قیمت یک توله سگ آکیتا در آن زمان حدود ۳۰ ین (مبلغ قابل توجهی در آن زمان) بود. در ژانویه سال ۱۹۲۴، سگ با قطار نزد استاد اوئنو فرستاده شد. اوئنو که فرزندی نداشت، توله سگ را گرامی داشت و به او اجازه می‌داد زیر تختش بخوابد و حتی با او غذا بخورد. او نام سگ را «هاچی» گذاشت؛ زیرا در هنگام ایستادن، پاهای جلویی او شکل حرف کانجی «هاچی» (八) را می‌ساخت که در زبان ژاپنی به معنای «هشت» است. (هاچیکو یک نوع نام محبت‌آمیز است که بعدها سگ به این نام خوانده شده‌است). عدد هشت یا هاچی در ژاپنی عدد خوش‌شانسی در نظر گرفته می‌شود.
اوئنو در منطقه شیبویا-کو، توکیو زندگی می‌کرد. دانشگاهی که او در آن تدریس می‌کرد، از محل زندگی‌اش فاصله داشت و به همین جهت او مجبور بود به ایستگاه شیبویا برود تا با قطار به محل کار و تدریسش برسد. هاچی تحت مراقبت محبت‌آمیز اوئنو و شریک زندگی‌اش «یائه‌کو ساکانو» بزرگ شد. او از ماه مه همان سال شروع به همراهی اوئنو در مسیر رفتن به محل کارش، تا ایستگاه شیبویا کرد و عصر نیز در آنجا منتظر بازگشت صاحبش بود. سپس در سال ۱۹۲۵، تنها ۱۶ ماه پس از اینکه اوئنو سرپرستی هاچی را بر عهده گرفت، این دو به‌طور ناگهانی از هم جدا شدند. در ۲۱ ماه مه، هاچی طبق معمول اوئنو را تا ایستگاه همراهی کرد، اما اندکی پس از جلسه هیئت علمی در دانشگاه، اوئنو دچار خونریزی مغزی شد و به‌طور ناگهانی در سن ۵۳ سالگی درگذشت. هاچی مانند همیشه در هنگام عصر برای پیشواز صاحبش به ایستگاه رفت و پس از عدم حضور استاد به خانه بازگشت. هاچی که آن روز نتوانسته بود اوئنو را ملاقات کند، در انباری که آخرین لباس‌های اوئنو در آن نگهداری می‌شد، پنهان شد و تا سه روز چیزی نخورد. یائه‌کو شریک زندگی اوئنو پس از مرگ او نتوانست وارث خانه در شیبویا شود و به خانه‌های کوچکتر و اجاره‌ای نقل مکان کرد.
پس از مرگ اوئنو در سال ۱۹۲۵، هاچی ابتدا توسط یکی از آشنایان اوئنو که یک فروشگاه کیمونو در نیهون‌باشی توکیو اداره می‌کرد، سپرده شد. در این زمان، هاچی گاهی سعی می‌کرد به ایستگاه شیبویا که هشت کیلومتری با مکان زندگی‌اش فاصله داشت، بازگردد. هاچی چندین بار دست به دست شد اما هرگز از تلاش برای رفتن به ایستگاه شیبویا دست برنداشت تا سرانجام باغبان سابق اوئنو، «کوبایاشی کیکوسابورو»، که در نزدیکی خانه سابق اوئنو در شیبویا زندگی می‌کرد، از وضعیت اسفبار هاچی مطلع شد و سرپرستی سگ را بر عهده گرفت. پس از آن، هاچی هر روز چه در باران و برف یا هوای صاف، به ایستگاه بازمی‌گشت، جایی که در کنار در خروجی منتظر صاحب قبلی‌اش اوئنو می‌ماند. به نظر می‌رسید که او برای همیشه امیدوار بود که استادش سرانجام برگردد.
چندین داستان وجود دارد که چگونه هاچی توسط عابران پیاده و حتی کودکان، در حالی که او در اطراف ایستگاه منتظر بود، مورد ضرب و شتم و آزار و اذیت قرار می‌گرفت. هیروکیچی سایتو، بنیان‌گذار انجمن حفاظت سگ ژاپنی، عمیقاً تحت‌تأثیر وفاداری هاچی قرار گرفت. او در سال ۱۹۳۲ مقاله‌ای برای روزنامه آساهی نوشت و داستان سگ و نحوه بدرفتاری با هاچی را انتشار داد. داستان به‌طور طبیعی علاقه خوانندگان را به خود جلب کرد و هاچی به سرعت تبدیل به یک نماد عمومی شد. «کو» در همین زمان برای نشان دادن احترام به فداکاری و وفاداری او به انتهای نام هاچی اضافه شد و به تدریج او به «هاچیکو» معروف شد.
از طریق نوشته‌های او، مردم در ژاپن و خارج از کشور دریافتند که هاچی چگونه صادقانه در انتظار بازگشت استاد متوفی خود به مدت هفت سال بوده‌است. این مقاله منجر به شهرت هاچیکو در سراسر ژاپن شد. مردم شروع به نامیدن او به عنوان «چوکن هاچیکو» که به معنای «هاچیکو، سگ وفادار» کردند. داستان هاچیکو در رسانه ملی نیز توجه زیادی را به خود جلب کرد و باعث شد بسیاری از مردم از سراسر جهان به بازدید از هاچیکو به ایستگاه قطار شیبویا بروند تا به او خوراکی‌هایی اهدا کنند. در مارس سال ۱۹۳۴ داستان هاچی در کتاب درسی دانش‌آموزان دبستان منتشر شد.

### مرگ

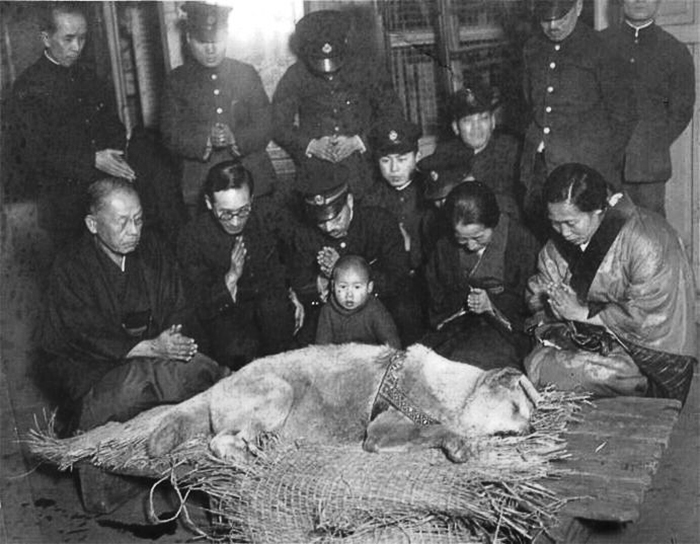
مراسم تشییع جنازه - آخرین تصویر شناخته شده از مرگ هاچیکو همراه با شریک زندگی صاحبش اوئنو، «یائه‌کو ساکانو» (ردیف جلو، نفر دوم از سمت راست) و کارکنان ایستگاه ۸ مارس ۱۹۳۵، موزه یادبود مردمی و ادبی شیرانه شیبویا

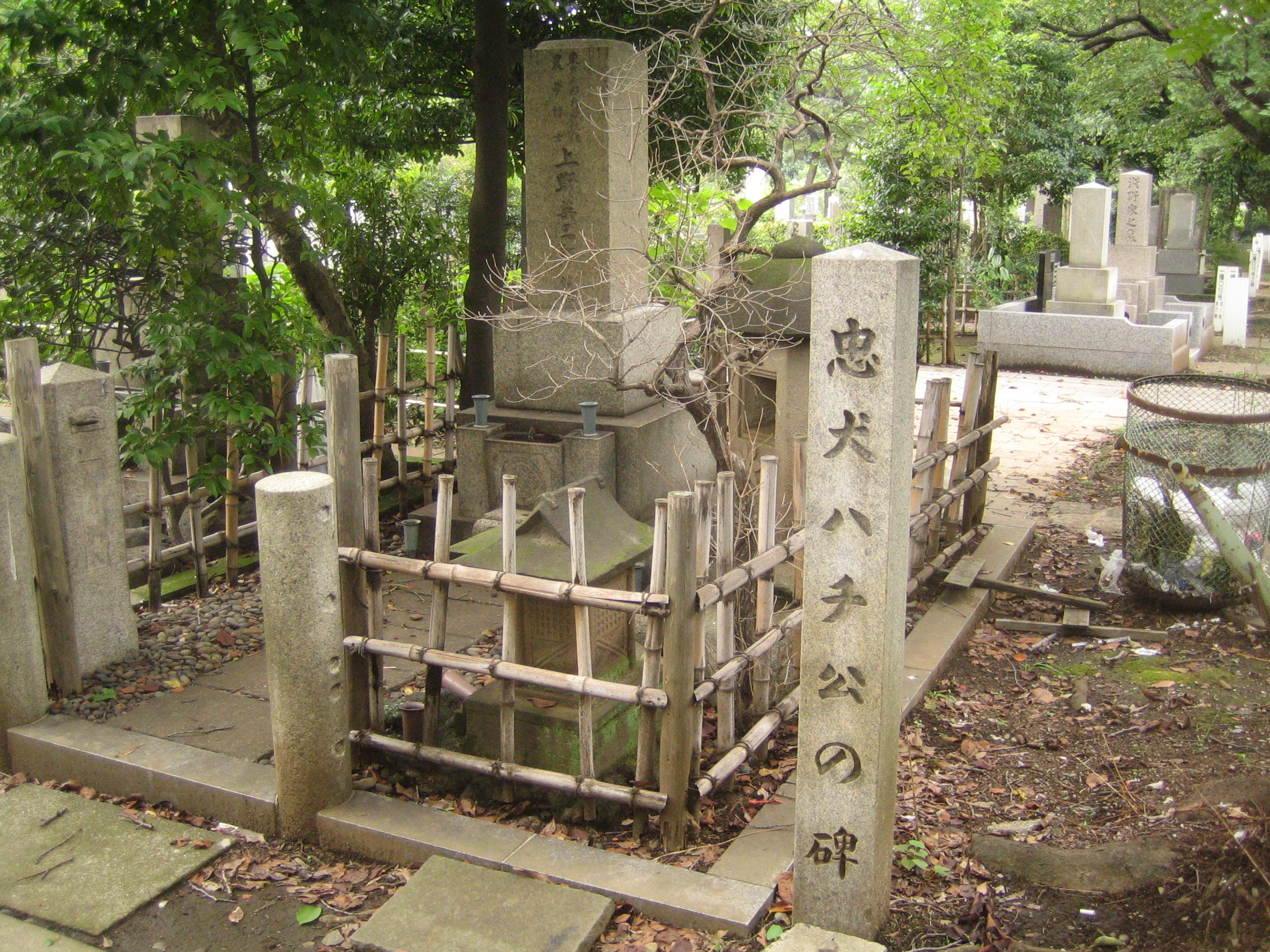
بنای تاریخی هاچیکو در کنار قبر اوئنو در گورستان آئویاما میناتو-کو، توکیو

هاچیکو در هشتم مارس ۱۹۳۵ در سن ۱۱ سالگی (معادل ۹۰ سال در سال‌های انسانی) درگذشت و در خیابانی در منطقه شیبویا پیدا شد. جسد هاچیکو پس از مرگ به موزه ملی توکیو تحویل داده شد. غضروف داخلی گوش چپ افتاده بود زیرا از پایه گاز گرفته شده بود و چند سیخ یاکی‌توری (مرغ کبابی در سیخ چوبی) نیز در شکم خود داشت. اما این سیخ‌ها به معده او آسیب نرسانده یا باعث مرگ او نشده بودند. اعضای بدن او در ظروف نمونه ذخیره شدند. بررسی مجدد از این اعضا در سال ۲۰۱۰ به این نتیجه رسید که هاچیکو بر اثر سرطان مرده‌است. تمام اسکلت خارج شد و فقط پنجه‌ها باقی ماند سپس با استفاده از تاکسیدرمی یک مجسمه دقیق از او ساخته شد که داخل آن از گچ بود و با خز هاچیکو پوشانده شده بود. این حیوان عروسکی در ۱۳ ژوئن تکمیل شد و دو روز بعد، در پانزدهمین، مراسم یادبود افتتاحیه موزه علوم توکیو در معرض دید عموم قرار گرفت. تاکسیدرمی هاچیکو امروزه در بال شمالی طبقه دوم ساختمان اصلی موزه ملی طبیعت و علم در اوئنو به نمایش گذاشته شده‌است. در ماه مه ۲۰۱۹، برای افتتاح مرکز تبادل گردشگری شهر اوداته، به نام آکیتا اینو نو ساتو، به این مرکز قرض داده شد.
بقایای او سوزانده شد و خاکسترش در گورستان آئویاما، میناتو، توکیو به خاک سپرده شد و سرانجام این دوست وفادار در کنار قبر صاحب محبوبش اوئنو قرار گرفت.
مراسم تشییع جنازه هاچی در ۱۲ مارس برگزار شد. در آن زمان، او در سراسر ژاپن مشهور بود، بنابراین درگذشت او یک رویداد بزرگ بود. در مراسم تشییع جنازه بودایی که برای او برگزار شد ۱۶ راهب از انجمن بودایی محلی شرکت داشتند و برای او دعا کردند.
سنگ قبر هاچی هنوز در کنار سنگ قبر اوئنو در گورستان آئویاما قرار دارد. اندکی پس از مرگ هاچیکو در سال ۱۹۳۵، بنای یادبودی در کنار مقبره اوئنو در همین گورستان قرار گرفت.

## گرد آمدن خانواده در گورستان آئویاما
یائه‌کو ساکانو (坂野 八重子؛ Yaeko Sakano) که بیشتر به عنوان یائه‌کو اوئنو نامیده می‌شود، به مدت ۱۰ سال شریک زندگی غیررسمی برای هیده‌سابورو اوئنو تا زمان مرگ او در سال ۱۹۲۵ بود. گزارش شده‌است که هاچیکو هر زمان که به ملاقات او می‌آمد، خوشحالی و محبت زیادی نسبت به او نشان می‌داد. یائه‌کو در ۳۰ آوریل ۱۹۶۱ در سن ۷۶ سالگی درگذشت و علیرغم درخواست او از اعضای خانواده‌اش برای دفن با شریک زندگی فقیدش، او را در معبدی در تایتو-کو، توکیو دورتر از قبر اوئنو به خاک سپردند. سوابق او بعداً توسط شو شیوزاوا، استاد دانشگاه توکیو در سال ۲۰۱۳، که همچنین رئیس انجمن مهندسی آبیاری، زهکشی و روستایی ژاپن بود، و مدیریت قبر اوئنو در گورستان آئویاما را بر عهده داشت، پیدا شد. در ۱۰ نوامبر ۲۰۱۳، که ۹۰مین سالگرد تولد هاچیکو بود، شو شیوزاوا و کیتا ماتسویی، متصدی موزه یادبود مردمی و ادبی شیرانه شیبویا احساس کردند که باید یائه‌کو همراه با اوئنو و هاچیکو دفن شود. شیوزاوا همچنین به عنوان یکی از سازمان دهندگان درگیر ساخت مجسمه برنزی هاچیکو و اوئنو بود که بعداً در محوطه دانشگاه توکیو در هشتادمین سالگرد مرگ هاچیکو در ۹ مارس ۲۰۱۵ رونمایی شد. اگرچه موافقت آن را از هر دو خانواده اوئنو و ساکانو داشتند. به دلیل مقررات و بوروکراسی این فرایند دو سال طول کشید.

## میراث

### تصاویر
در ژوئیه ۲۰۱۲، عکس‌های کمیاب از زندگی هاچیکو در موزه یادبود مردمی و ادبی شیرانه شیبویا در شیبویا-کو، توکیو به عنوان بخشی از نمایشگاه مواد تازه ذخیره شده به نمایش گذاشته شد.
در نوامبر ۲۰۱۵، برای اولین بار عکسی از هاچیکو که قبلاً کشف نشده بود، منتشر شد. این تصویر که در سال ۱۹۳۴ توسط یکی از کارمندان بانک توکیو گرفته شده، سگ را در حال استراحت در مقابل ایستگاه شیبویا نشان می‌دهد.

### مینی‌بوس مخصوص

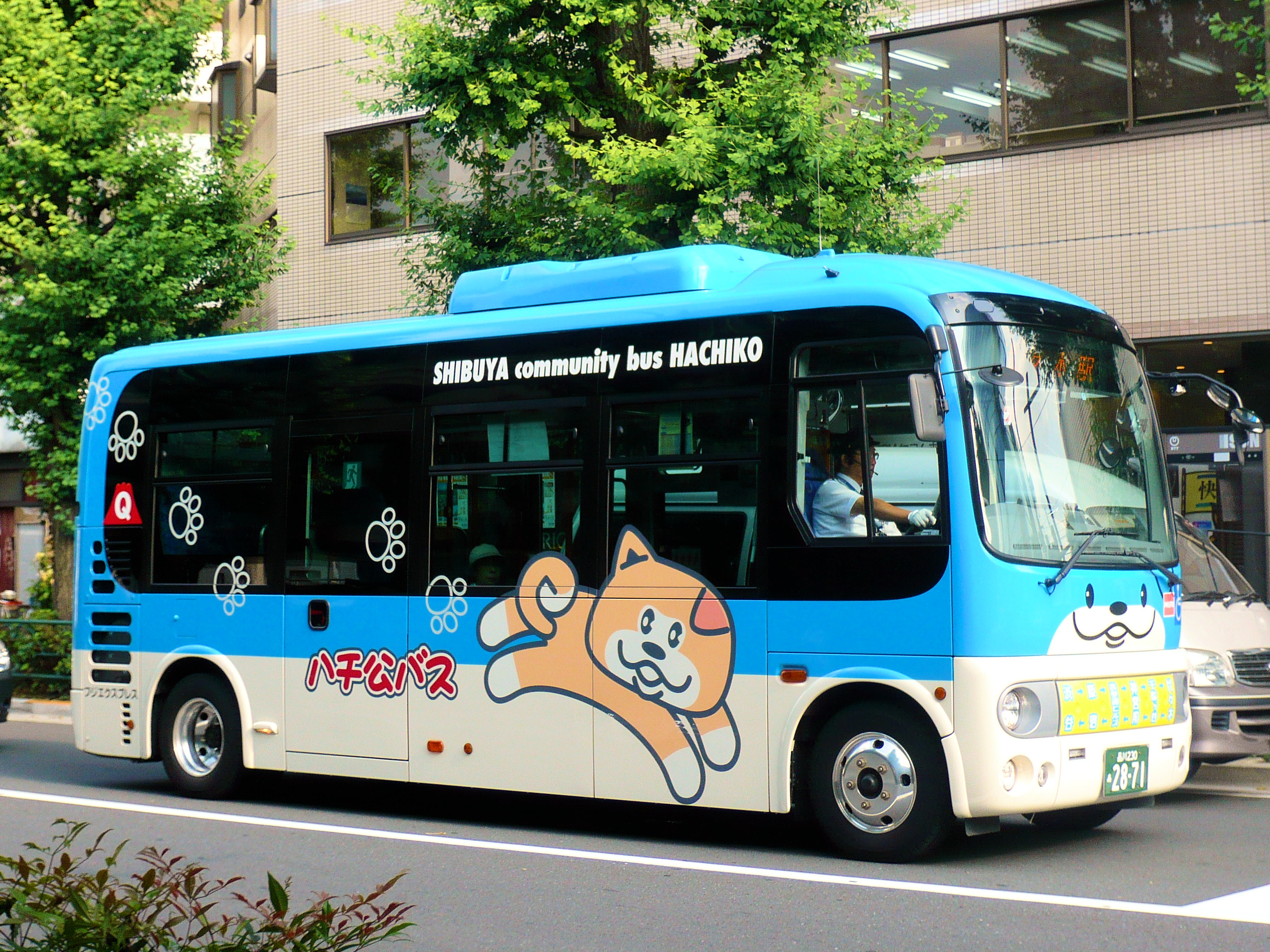
مینی‌بوس هاچیکو

در سال ۲۰۰۳، در بخش شیبویا، یک مینی‌بوس که به‌طور رسمی «اتوبوس جامعه» نامیده می‌شود، مسیرهای خود را در بخش با نام مستعار «اتوبوس-هاچیکو» آغاز کرد. چهار مسیر مختلف وجود دارد.

### مراسم سالیانه
هر سال در ۸ مارس، فداکاری هاچیکو با مراسم بزرگی در ایستگاه شیبویا گرامی داشته می‌شود. صدها نفر از دوستداران سگ اغلب برای گرامیداشت یاد و خاطره و وفاداری او حاضر می‌شوند.

### واق واق هاچیکو
در سال ۱۹۹۴، پخش فرهنگی نیپون در ژاپن توانست صدای واق واق هاچیکو را از یک صفحه قدیمی که به چند قطعه شکسته شده بود، احیا کند. قطعات با استفاده از لیزر با هم متصل شدند. یک کمپین تبلیغاتی عظیم آغاز شد و در روز شنبه، ۲۸ مه ۱۹۹۴، ۵۹ سال پس از مرگ او، میلیون‌ها رادیو شنونده برای شنیدن واق واق هاچیکو خود را آماده کردند.

### مجسمه‌ها

#### شیبویا
با پیر شدن و خسته شدن هاچی، و کارکنان ایستگاه نیز از او مراقبت می‌کردند، مردم از دور و اطراف ابراز نگرانی کردند. داستان او توسط روزنامه‌ها و برنامه‌های رادیویی مورد توجه قرار گرفت و با افزایش شهرت او، مردم محلی خواستار ساخت مجسمه ای به افتخار او شدند. ساختن یک مجسمه افتخاری در حالی که شخص مورد نظر - یا در این مورد سگ - هنوز زنده است غیرمعمول است، اما هاچیکو در واقع در افتتاحیه مجسمه خود در سال ۱۹۳۴ ظاهر شد. شایعات حاکی از آن است که قبل از رونمایی بسیاری از کلاهبرداران سعی کردند با ادعای اینکه آنها بودند که مجسمه را ساختند، درآمد کسب کنند. مجسمه‌ساز واقعی، ترو آندو، که از آشنایان هیروکیچی سایتو بود، عجله کرد تا شاهکار خود را قبل از اینکه همه چیز از کنترل خارج شود، به پایان برساند. در سال ۱۹۳۴، داوطلبان شروع به جمع‌آوری پول برای این هدف کردند و مجسمه برنزی هاچی به ارتفاع ۱۶۲ سانتی‌متر در خارج از ورودی ایستگاه شیبویا بالای یک پایه ۱۸۰ سانتی‌متری ساخته شد. خود هاچی حتی در مراسم رونمایی از مجسمه در ۲۱ آوریل حضور داشت.
حتی مجسمه هاچیکو نتوانست برای فلز خود در طول جنگ اقیانوس آرام معافیت بگیرد. در طول جنگ جهانی دوم، مجسمه او برای بازیابی فلز به کار رفته در مجسمه برای مصرف در جنگ ذوب شد. برخی می‌گویند که از این فلز برای تولید قطعات یک لوکوموتیو برای خط فعلی توکایدو استفاده می‌شد. پس از جنگ، تاکشی پسر آندو مجسمه جدیدی ساخت که امروز در شیبویا دیده می‌شود. مجسمه ایستگاه اودیت نیز در طول جنگ ذوب شد و مجسمه فعلی مربوط به سال ۱۹۶۷ است.

#### ایستگاه اوداته
زمانی که مردم زادگاهش در اوداته متوجه شدند که مجسمه برنزی سگ وفادار هاچیکو در ایستگاه شیبویا نصب خواهد شد، داوطلبان مجسمه ای از همان نمونه اولیه مجسمه سگ وفادار هاچیکو شیبویا را در مقابل ایستگاه اوداته ساختند. مراسم رونمایی در ایستگاه در ماه مارس ۱۹۳۵ در همان ماه و سال درگذشت (مرگ ۸ مارس ۱۹۳۵) وی برگزار شد. اما این مجسمه در سال ۱۹۴۴، مانند مجسمه برنزی در شیبویا، به دلیل دستور جمع‌آوری فلزات در جنگ برای اهدای فلز بازیابی شد. در سال ۱۹۸۲، ۵۰ سال پس از مرگ هاچیکو، انجمن گردشگری شهر اوداته، آکیتا گروهی را برای بازسازی مجسمه هاچیکو، سگ وفادار تشکیل داد و طیف گسترده‌ای از فعالیت‌های جمع‌آوری کمک‌های مالی را برای بازسازی مجسمه انجام داد. در ۱۴ نوامبر ۱۹۸۷، مجسمه برنزی هاچی در مقابل ایستگاه اوداته نصب و مراسم رونمایی انجام شد.

#### ایستگاه هیسای
در منطقه هیسای شهر تسو، میه، استان میه، زادگاه اوئنو، جمع‌آوری کمک مالی با هدف نصب «مجسمه برنزی اوئنو و یک هاچی در کنار هم» برگزار شد. در نتیجه مجسمه برنزی این جفت در خروجی شرقی ایستگاه هیسای در اکتبر ۲۰۱۲ تکمیل شد و مراسم رونمایی برگزار شد.

#### پردیس دانشگاه کشاورزی توکیو
هشتاد سال پس از مرگ هاچیکو، دانشگاه توکیو پروژه ای را برای ساخت یک مجسمه یادبود برای دیدار دوباره هاچیکو و صاحبش آغاز کرد. بیش از ۱۰ میلیون ین کمک مالی از افراد و شرکت‌ها به منظور تحقق این اتحاد خیالی جمع‌آوری شد.
سرانجام در ۸ مارس ۲۰۱۵ (هشتادمین سالگرد مرگ هاچی)، مجسمه برنزی استاد اوئنو و هاچی با هم به عنوان نمادی از احترام متقابل بین انسان و حیوان در پردیس دانشکده کشاورزی دانشگاه توکیو در بونکیو نصب شد.

## حواشی

### استفاده سیاسی
داستان هاچیکو در اواخر دهه ۳۰ به یک قطعه اصلی تبلیغات فاشیستی تبدیل شد و حتی پیامدهای آزاردهنده داشت. در اوایل قرن بیستم ارتباطی بین فاشیسم، ملی‌گرایی و سگ‌ها ایجاد شده بود. این تداعی فراتر از تصویر کلیشه‌ای آدولف هیتلر با سگش به نام بلوندی از نژاد ژرمن شپرد است. هاچیکو دقیقاً به این دلیل معروف شد که نمونه‌ای از سگ‌های آرمانی در آن زمان بود. چیزی که دولت ژاپن به عنوان سگ آرمانی کشور تعریف می‌کرد عبارت بود از: داشتن شخصیت ژاپنی، خلوص در خون، وفاداری منحصر به فرد به یک صاحب و یک مبارز بی‌باک. در رابطه بین سگ‌ها و فاشیسم ژاپن، هاچیکو یک شخصیت کلیدی در کشف مجدد و ارزش‌گذاری سگ‌های بومی ژاپن بود که مدت‌ها قبل از آن به عنوان‌های بی‌نظم، وحشی و گرگ‌گونه مورد تحقیر قرار گرفته بودند. با تلاش مشترک گروهی از علاقه‌مندان به سگ و وزارت آموزش و پرورش ژاپن در دوره میجی، سگ بومی ژاپن به نمادی از پاکی، وفاداری و شجاعت و برتر از سگ‌های غربی و سگ‌های بومی مستعمرات ژاپن تبدیل شد. دهه ۱۹۳۰ «شورش ژاپنی‌ها علیه غرب» نامیده شده‌است. در طی این دوره، ایدئولوگ‌ها غرور ملی را در فرهنگ ناب و بومی ترویج می‌کردند و سگ‌ها با نژاد ژاپنی بسیار محبوب شدند و داشتن چنین سگی مایهٔ افتخار بود. جذابیت داستان هاچیکو از این واقعیت ناشی می‌شد که پیام اصلی آن به طرز ماهرانه‌ای میهن‌پرستی و فضایل منحصر به فرد «سیاست ملی» ژاپن که خواستار وفاداری شدید به امپراتوری ژاپن بود، را تقویت می‌کرد.

### مخالفت با صحت داستان وفاداری و پاسخ به آن
تئوری‌هایی وجود دارد مبنی بر اینکه انگیزه هاچیکو برای رفتن به ایستگاه به دلیل وفاداری او نبوده‌است. فیلسوفی به نام شوجی تاکاهاشی در آن زمان در همسایگی هیده‌سابورو اوئنو زندگی می‌کرد و شاهد بوده‌است که هاچی در ایستگاه شیبویا منتظر بوده، اما به دلیل شغل اوئنو به عنوان استاد دانشگاه، زمان رفت و آمد او نامنظم بوده و هاچی حتی در زمان‌هایی که مربوط به رفت و آمد صاحبش به ایستگاه مربوط نبوده در نزدیکی ایستگاه سرگردان می‌پلکیده‌است. بر پایه این شهادت حدس زده می‌شود که داستان جذاب او توسط یکی از کارکنان ایستگاه که از این عادت هاچی بی‌خبر بود و به اشتباه او را سگی وفادار فرض کرده بوده شکل گرفته باشد و هدف از آن ترویج کلمه «وفاداری» بوده که در زمان جنگ از آن استفاده تبلیغی می‌شده‌است همچنین نظریه ای وجود دارد مبنی بر اینکه هاچی تقریباً هر روز در ایستگاه شیبویا ظاهر می‌شده‌است زیرا به دنبال یاکی‌توری می‌گشت. و این غذا در غرفه‌های مقابل ایستگاه به فروش می‌رسید. به گفته شونزو میاواکی، یک سفرنامه‌نویس که در واقع هاچی را در ایستگاه در هنگام حیات او در سال ۱۹۳۳ دیده‌است، از آن زمان، شایعاتی وجود داشت مبنی بر اینکه هاچیکو به دلیل غذایی که مردم اطراف ایستگاه به او می‌دهند به آنجا می‌رود.
از سوی دیگر، شواهدی برخلاف این تئوری‌ها وجود دارد.
- هاچی ساعت ۹ صبح که غرفه‌های غذا باز نبود به ایستگاه می‌رفت. برنامه روزانه هاچی برای رفتن به ایستگاه شیبویا دقیق بود، او هر روز حدود ساعت ۹ صبح از خانه باغبان قبلی صاحب قبلی‌اش، کوبایاشی خارج می‌شد، مدتی بعد برمی‌گشت، عصر حوالی ساعت ۶ عصر نیز از خانه حرکت می‌کرد و دوباره برمی‌گشت، این زمان با رفت و بازگشت اوئنو به خانه منطبق بود.[۲۶]
- از ۹ سالی که او به ایستگاه رفت و آمد داشت، فقط در دو سال آخر توانسته بود غذا دریافت کند یعنی زمانی که پس از یک گزارش به عنوان یک داستان جذاب به شهرت رسید. قبل از آن، مردم اطراف ایستگاه، مانند کارکنان ایستگاه، کارکنان رستوران‌های یاکی‌توری، و کودکان، با او به شیوه‌ای خصمانه و گاه تا حدی خشونت‌آمیز رفتار می‌کردند.[۲۷]
- صاحب جدید او، کیکوسابورو کوبایاشی، که جایگزین اوئنو شد، به خوبی از هاچی مراقبت می‌کرد و حتی به عنوان غذا به او گوشت گاو می‌داد. بعید است که هاچی با خوردن چنین غذایی گرسنه بماند.[۲۶]
- هاچی نزدیک دکه‌های غذاخوری روبروی ایستگاه نمی‌نشست، بلکه نزدیک باجه کنار دروازه بلیط که اوئنو همیشه بیرون آمد، می‌نشست.[۲۵]
- حتی وقتی کسی هاچی را صدا می‌زد و تکه‌ای نان را جلوی دماغش می‌گذاشت، هاچی فقط آنجا دراز می‌کشید و به غذا نگاه می‌کرد اما هیچ تلاشی برای خوردن نمی‌کرد.[۲۵]
- هیروکیچی سایتو که داستان زیبای هاچی را به جهانیان معرفی کرد، گفت: «وقتی هاچی معروف شد، از آنجائیکه همیشه مخالفانی وجود دارند، برخی شروع کردند به گفتن اینکه دلیل اینکه هاچی ایستگاه شیبویا را ترک نمی‌کرد این بود که او به دنبال گرفتن یاکی‌توری بود. یاکی‌توری غذای مورد علاقهٔ همه سگ‌هاست و من و همکارم اغلب یاکی‌توری می‌خریم و به آنها می‌دهیم، اما به این دلیل نیست که هاچی به ایستگاه می‌آمده…»، به این ترتیب او در کتاب خود مخالف این تئوری است.[۲۷]

## در فرهنگ عامه
هاچیکو موضوع فیلم هاچیکو مونوگاتاری در سال (۱۹۸۷) به کارگردانی سیجیرو کویاما است که داستان زندگی او را از بدو تولد تا زمان مرگش روایت می‌کند. این فیلم که یک فیلم سرگرم‌کننده موفق محسوب می‌شود، آخرین موفقیت بزرگ برای استودیوی فیلم‌سازی ژاپنی شوچیکو بود.
هاچی: داستان یک سگ اکران شده در اوت ۲۰۰۹، یک فیلم آمریکایی با بازی بازیگر ریچارد گی‌یر به کارگردانی لاسه هالستروم دربارهٔ هاچیکو و رابطه‌اش با یک استاد آمریکایی و خانواده‌اش است که داستان اصلی یکسان، اما کمی متفاوت را دنبال می‌کند. برای مثال هاچیکو در اصل یک هدیه به استاد بود اما این قسمت در نسخه آمریکایی کاملاً متفاوت است. نقش هاچی را سه سگ از نژاد آکیتا به نام‌های «لیلا»، «چیکو» و «فارست» بازی کردند. مارک هاردن در کتاب ستاره‌های حیوانات: پشت صحنه با بازیگران حیوانات مورد علاقه شما نحوه آموزش سه سگ را توضیح می‌دهد.
در ۲۰۱۵ به زبان تلوگو فیلم تومی بر اساس داستان هاچیکو ساخته شد.
هاچیکو نقش مهمی در کتاب کودکان ۱۹۶۷ تاکا چان و من: سفر سگ به ژاپن ایفا می‌کند.
ژوراسیک بارک (۲۰۰۲)، قسمت ۷ از فصل ۴ سریال انیمیشن فیوچراما ادای احترام گسترده‌ای به هاچیکو دارد، شخصیت اصلی این انیمیشن فیلیپ جی. فرای است که در قرن بیستم در شهر نیویورک متولد شده او یک پسر نابالغ تحویل پیتزا است که در چند ثانیه اول سال ۲۰۰۰ در حین تحویل پیتزا به یک مخزن برودتی می‌افتد. او تا سال ۳۰۰۰ یخ زده باقی می‌ماند. فرای پس از احیای زندگیش بعد از هزار سال، بقایای فسیل شده سگش سیمور را کشف می‌کند و مشخص می‌شود که پس از یخ زدن فرای، سگش سیمور ۱۲ سال در بیرون از پیتزافروشی، جایی که فرای در آنجا کار می‌کرده، منتظر بازگشت فرای بوده و هرگز از آخرین فرمان صاحبش برای منتظر ماندن به خاطر او سرپیچی نکرده بوده‌است.
هاچیکو همچنین موضوع کتابی برای کودکان در سال ۲۰۰۴ با عنوان هاچیکو: داستان واقعی یک سگ وفادار نوشته پاملا اس. ترنر است.
کتابی دیگر برای کودکان، رمانی کوتاه برای خوانندگان در تمام سنین به نام هاچیکو منتظره نوشته لزلیا نیومن در سال ۲۰۰۴ منتشر شد. کتاب مصور دیگری دربارهٔ این سگ وفادار، هاچیکو: سگ منتظر  نوشته نویسنده کاتالانی، لوئیس پراتس است. که در سال ۲۰۲۲ منتشر شده‌است.
در مانگای ژاپنی وان پیس داستان مشابهی در مورد سگی به نام «شوشو» وجود دارد.
در بازی ویدیویی دنیا با تو به پایان می‌رسد (۲۰۰۷)، مجسمه هاچیکو نشان داده می‌شود که به افسانه آن در موارد متعددی اشاره شده‌است. محل قرارگیری مجسمه نقش مهمی در روایت بازی دارد. مجسمه دوباره در دنباله، نئو: دنیا با تو به پایان می‌رسد (۲۰۲۱) نمایش داده می‌شود.